# Encarsia nigricephala
Encarsia nigricephala is een vliesvleugelig insect uit de familie Aphelinidae. De wetenschappelijke naam is voor het eerst geldig gepubliceerd in 1937 door Dozier.